# Dorfkirche Helpt

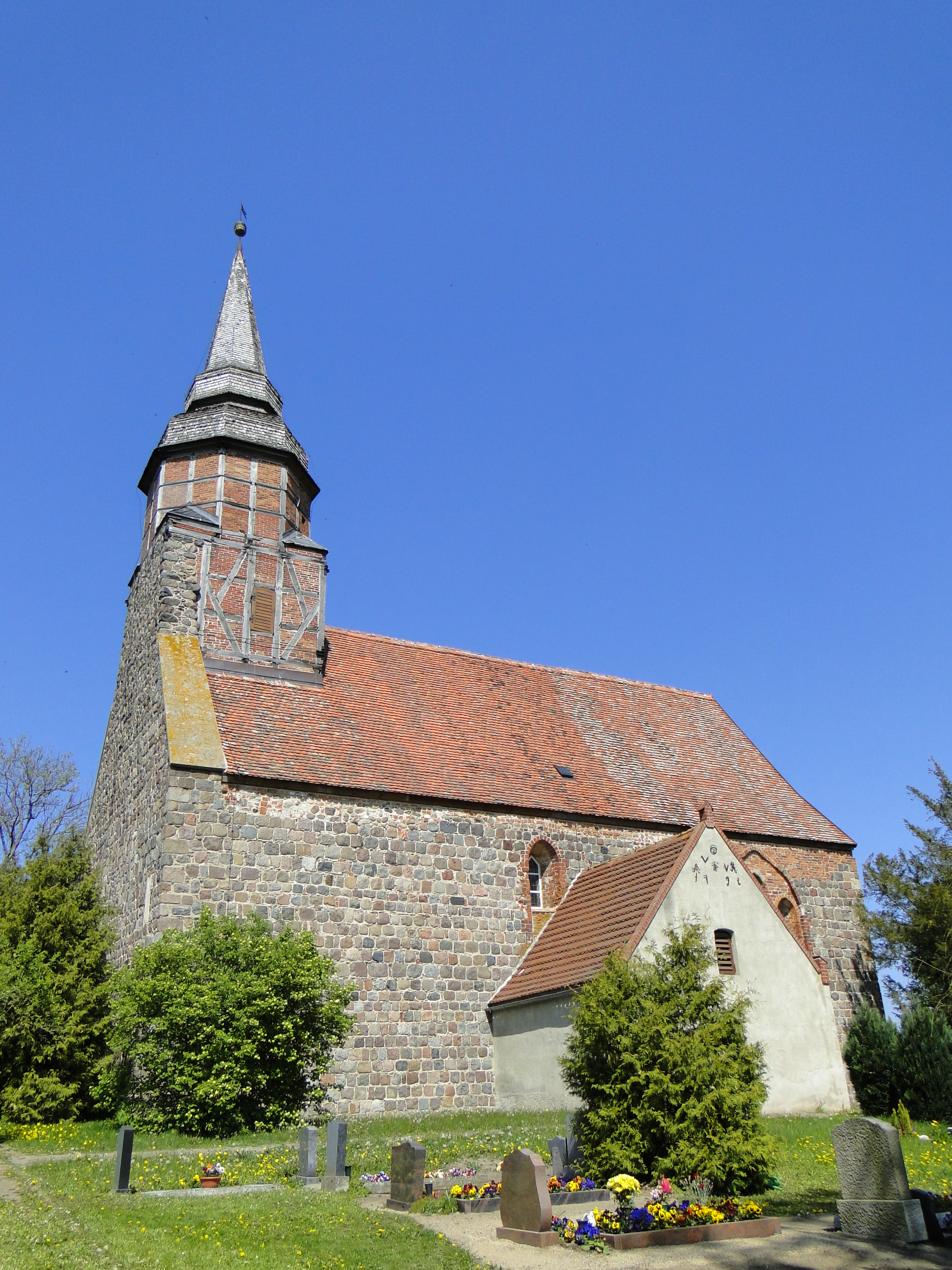
Dorfkirche Helpt

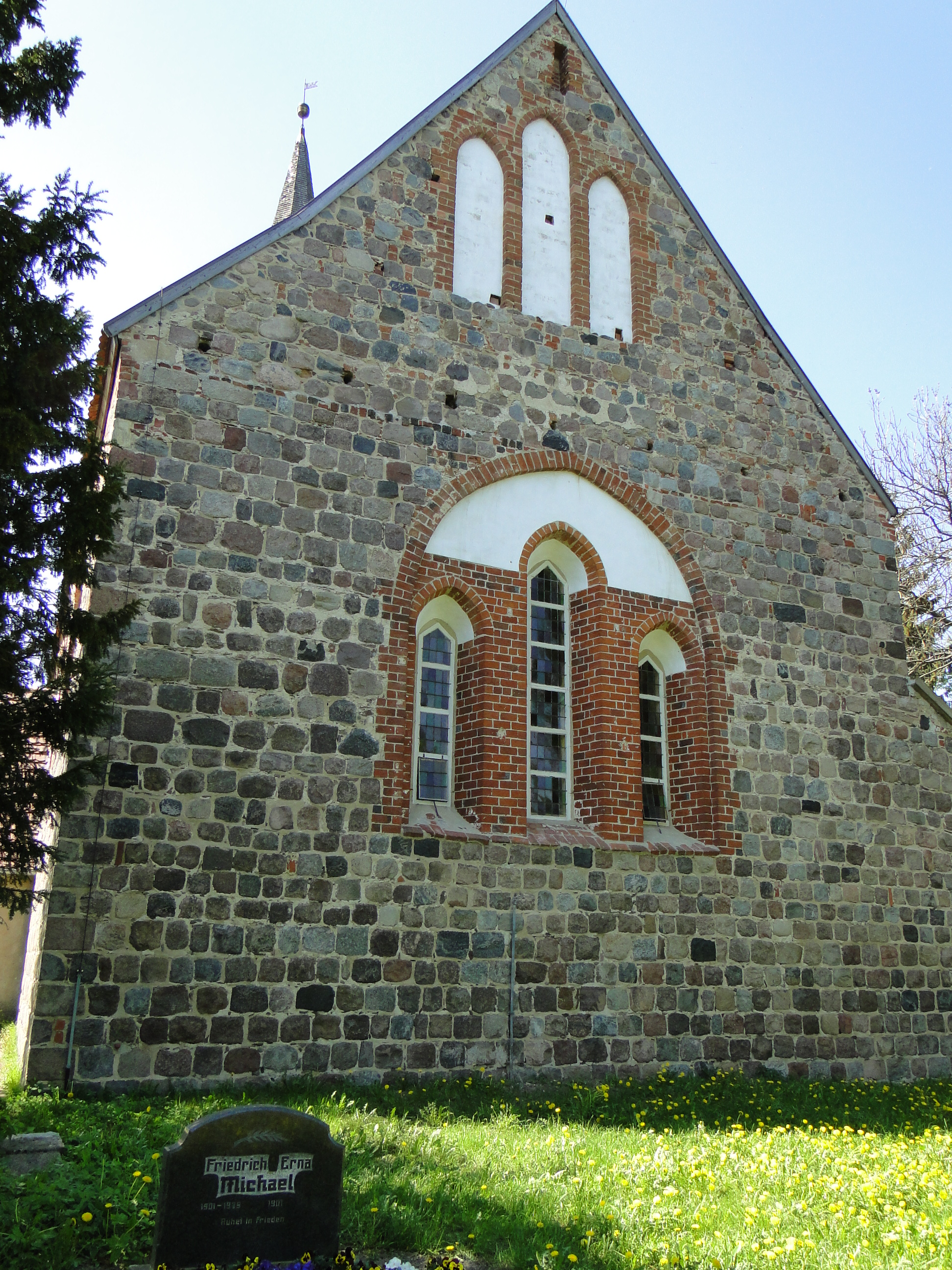
Ostgiebel

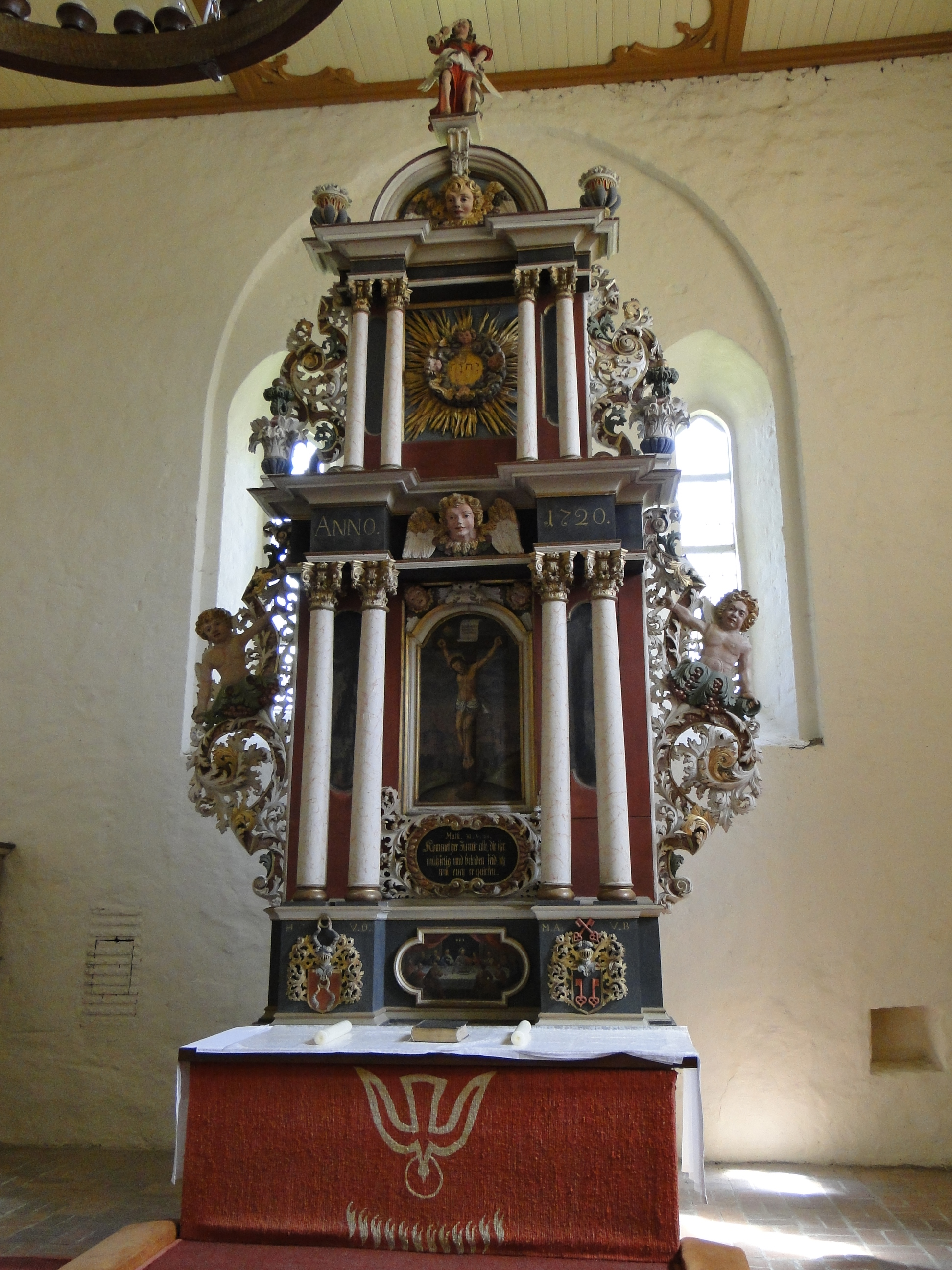
Altar

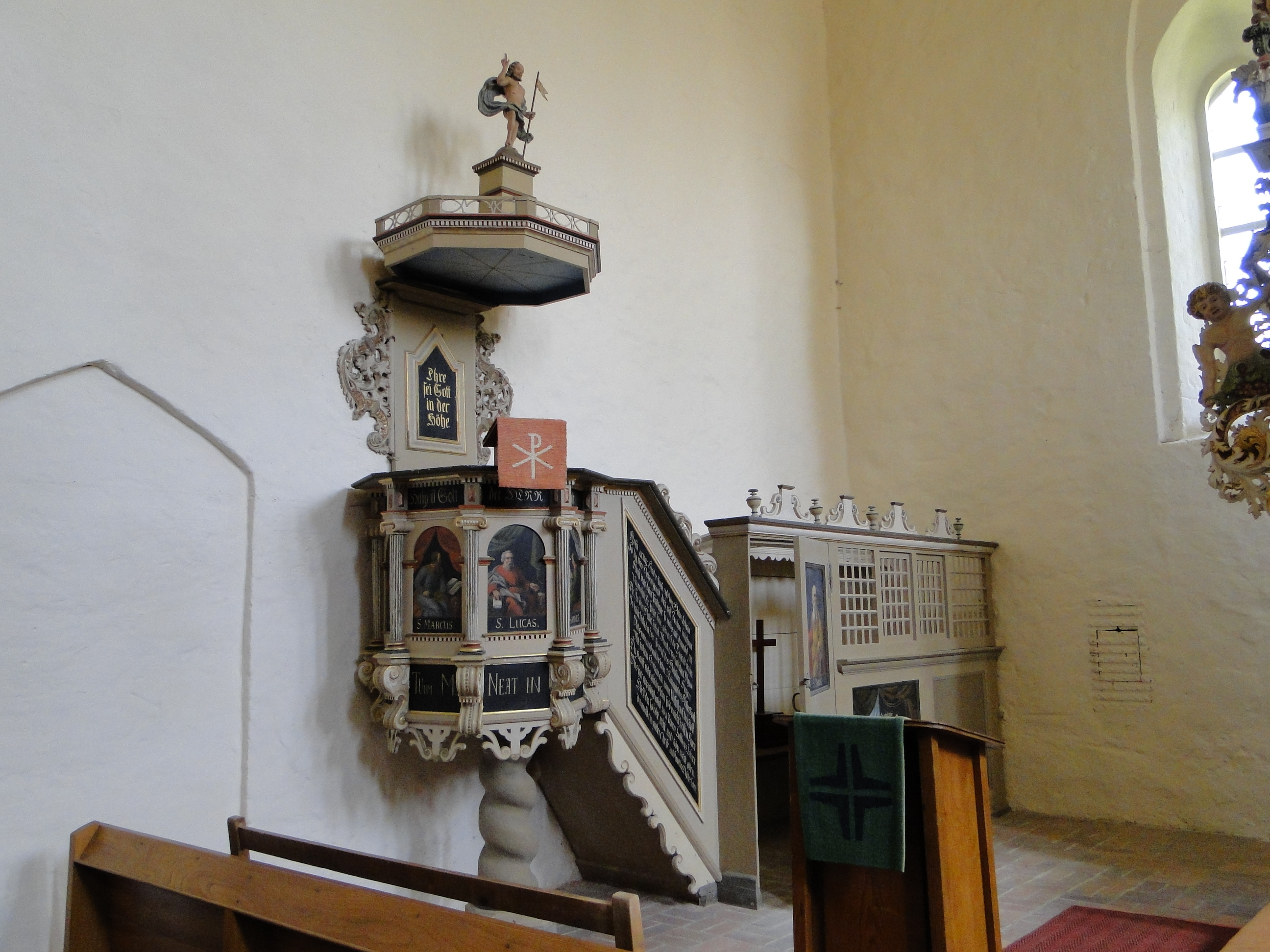
Kanzel und Beichtstuhl

Die evangelische Dorfkirche Helpt ist eine frühgotische Feldsteinkirche im Ortsteil Helpt von Woldegk im Landkreis Mecklenburgische Seenplatte in Mecklenburg-Vorpommern. Sie gehört zur Kirchengemeinde Kublank in der Propstei Neustrelitz in der Kirchenregion Stargard der Evangelisch-Lutherischen Kirche in Norddeutschland (Nordkirche).

## Geschichte und Architektur
Die Kirche ist ein sorgfältig ausgeführter Feldsteinbau in altertümlichen Einzelformen aus der zweiten Hälfte des 13. Jahrhunderts mit einem dendrochronologisch auf 1662 datierten Dach. Der Turm in Schiffsbreite zeigt ein Stufenportal, ist im Innern mit einem Tonnengewölbe geschlossen, wurde jedoch im Obergeschoss 1726 auf Reste der Westwand abgetragen und mit einem achteckigen Fachwerkturm mit welscher Haube abgeschlossen. Im Osten trägt das Schiff einen Blendengiebel mit einer darunter befindlichen Dreifenstergruppe in gedrückt spitzbogiger Blende. Auch an den Längswänden findet sich je eine Dreifenstergruppe. Die Wände sind sonst mit Ausnahme eines einzelnen kleinen Fensters oberhalb des verputzten südlichen Gruftanbaus von 1726 fensterlos. Im Norden ist eine tonnengewölbte Sakristei angebaut, die nachträglich nach Westen durch eine Vorhalle für das Nordportal verlängert wurde. Bei einer Restaurierung 1960 wurden im Turm Einbauten vorgenommen. Der Innenraum ist flachgedeckt.
Infolge mangelhafter Bauwerkswartung wies die Dorfkirche besonders im Bereich der Dächer erhebliche Feuchtigkeitsschäden auf. Die unterdimensionierte Schiffdachkonstruktion war einsturzgefährdet und musste notgesichert werden. Die Mauerkrone bog sich an einigen Stellen bereits aus. Das Turmfachwerk war verwittert, die Gefache hatten sich gelöst und drohten herauszufallen. Schließlich war das Mauerwerk durchfeuchtet aufgrund ausgewaschener Fugen, in die das Regenwasser eindringen konnte. Im Rahmen des Dorfkirchennotsicherungsprogramms konnte 2005 unter Beteiligung der Deutschen Stiftung Denkmalschutz das Dach saniert werden.

## Ausstattung
Ein barocker Altaraufsatz mit zweigeschossigem architektonischem Aufbau und aufwändig geschnitzten Akanthuswangen aus dem Jahr 1720 zeigt im Hauptfeld eine gemalte Kreuzigungsszene und in der Predella das Abendmahl.
Die hölzerne Kanzel mit Portal, Beichtstuhl, Aufgang und Schalldeckel stammt ebenso wie die Westempore aus dem 17. Jahrhundert. Der Beichtstuhl ist mit einem Bild bemalt, das die Begegnung Jesu mit der Sünderin zeigt (Lk 7,36–50 ). Das Kanzelportal zeigt den Apostel Paulus mit Schwert. Am Kanzelkorb sind die vier Evangelisten abgebildet. Sechs Brüstungsfelder der Westempore zeigen jeweils zwei Apostel, wohl von der gleichen Hand wie von der Kanzel. Der zwölfte Apostel ist der für Judas Iskariot nachberufene Matthias. 1908 wurden die Gemälde restauriert. Eine Sakramentsnische aus der zweiten Hälfte des 13. Jahrhunderts ist mit Tür- und Beschlägen ausgestattet.
Ein silbervergoldeter Kelch mit Patene stammt aus der ersten Hälfte des 16. Jahrhunderts. Ein Leuchterpaar aus Zinn wurde 1614 geschaffen. Kulturgeschichtlich interessant ist ein schmiedeeiserner Träger für eine Totenkrone für F. C. Dietz († 1827). Die Glocke aus dem Jahr 1714 wurde von Michael Begun in Friedland gegossen.